# Johanngeorgenstadt (nádraží)
Johanngeorgenstadt je železniční stanice na železniční trati Johanngeorgenstadt-Schwarzenberg, která byla zprovozněna v roce 1883 a spojovací trati do Karlových Varů zprovozněné v roce 1899. Nachází se na území města Johanngeorgenstadt v saském zemském okrese Krušné hory. Od svého otevření v září 1883 je stanice Johanngeorgenstadt hraniční stanicí do Rakouska-Uherska a jeho nástupnických států Československa a České republiky.

## Poloha
Nádraží Johanngeorgenstadt se nachází v údolí Schwarzwasser severně od starého města Johanngeorgenstadt v nadmořské výšce 676 m v Krušných horách. Přímo kolem nádraží prochází silnice vedoucí do čtvrti Pachthaus. Nádraží Johanngeorgenstadt je výchozím bodem hornické stezky Johanngeorgenstadt.

## Historie
Stavba železniční tratě Johanngeorgenstadt-Schwarzenberg byla zahájena v březnu 1881 a 20. září 1883 byla otevřena současně s nádražím Johanngeorgenstadt. Dne 5. května 1884 se Sasko ve státní smlouvě s Rakouskem zavázalo, že v případě vybudování trati do Karlových Varů přemění nádraží Johanngeorgenstadt na pohraniční.  
Původní nádražní budova byla v roce 1898 zbourána a nahrazena prostornější novou budovou. V Unterjugelu byla stará nádražní budova Johanngeorgenstadt přestavěna na obytný dům.  
Stanice, která byla značně poškozena požárem, prošla po roce 2000 rozsáhlou rekonstrukcí, včetně výstavby nového nástupiště. Zařízení pro přepravu zboží, které bylo naposledy využíváno pro manipulaci se dřevem, bylo demontováno. [zdroj?]

## Přijímací budova
Přijímací budova je dvoupodlažní stavba na půdorysu obdélníku zastřešena širokou polovalbovou střechou s okapovými přesahy. Fasáda je postavena z červených klinkerových cihel, kterou člení pásy ze žlutých cihel, nárožní pilastry či segmentové nadokenní oblouky.  
Přijímací budova a jednopodlažní jižní přístavek jsou památkově chráněné budovy. Nákladní přístřešek na severní straně byl zbourán v roce 2009.  
Ve stanici jsou tři dopravní koleje, z toho dvě průběžné a jedna kusá u přijímací budovy, a jedna manipulační kolej.